# Kaiten

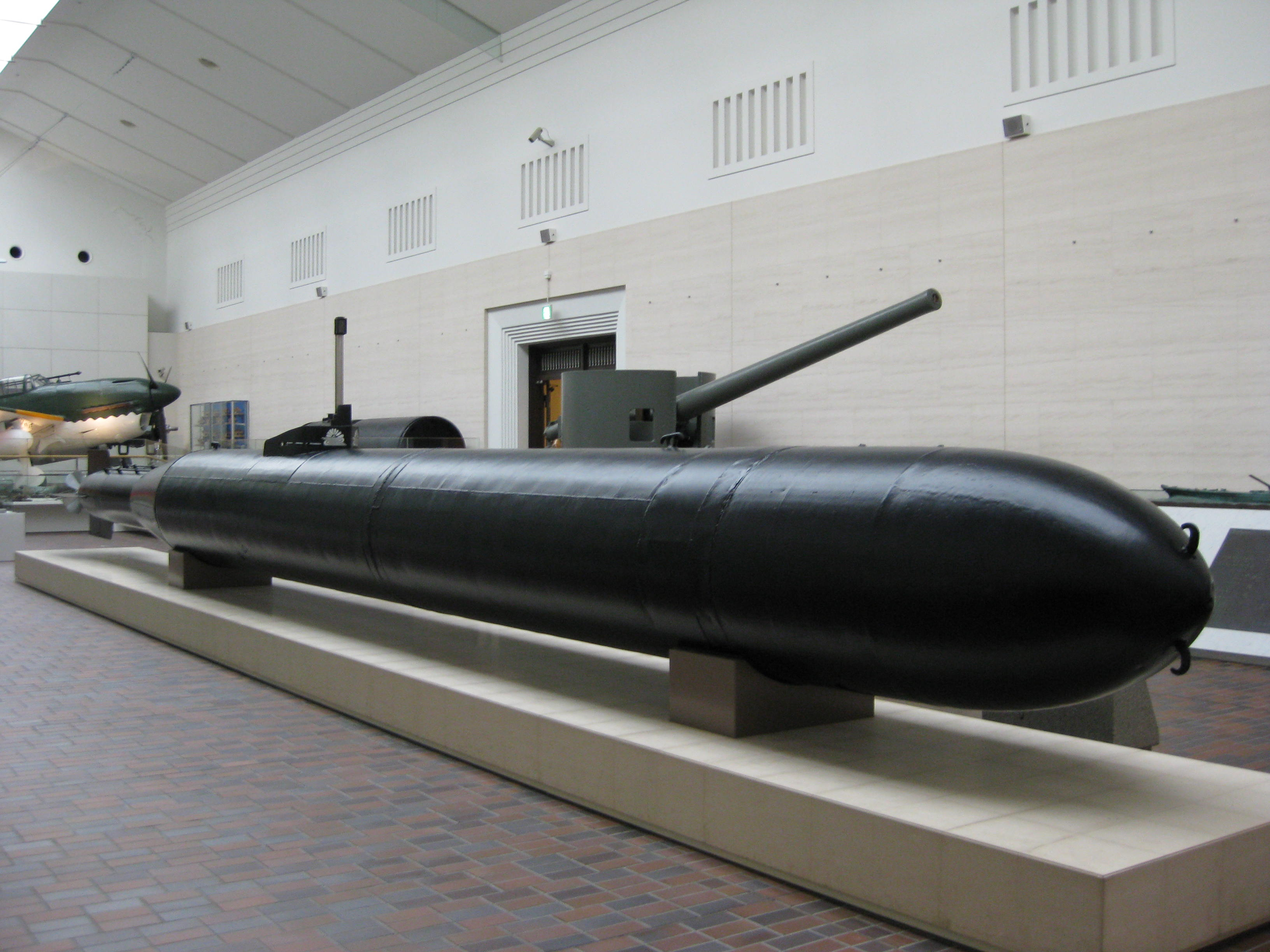
Kaiten Type 1 exposé au musée militaire Yūshūkan.

Le Kaiten (en japonais : 回天, à traduire par « Départ pour le ciel ») était un sous-marin de poche suicide conçu autour de la torpille Type 93 par la Marine impériale japonaise dans l'étape finale de la Seconde Guerre mondiale.
Ces engins étaient dotés de 1 550 kg d'explosif soit trois fois plus qu'une torpille classique. Les Japonais attendaient donc beaucoup de cette arme nouvelle, mais son utilisation se révéla être un fiasco car 45 seulement purent être lancés et les pertes infligées aux Américains furent faibles et inférieures à celles des attaquants.[réf. nécessaire]

## Développement
Dès 1942, des projets d'armes plus précises, plus puissantes et plus faciles à utiliser que les armes classiques mais impliquant le sacrifice de leurs servants furent proposées. Elles furent d'abord refusées mais le Japon n'arrivant pas à entraver l'avance des Alliés, le haut-commandement changea d'avis fin 1943. Cela conduisit à la création des « Unités d'attaque spéciale » (特別攻撃隊 tokubetsu kōgeki tai, souvent abrégé en 特攻隊 tokkōtai) dont les plus connues sont les kamikazes aériens.

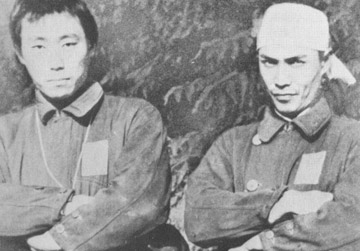
Les créateurs : Hiroshi Kuroki et Sekio Nishina

Les deux officiers de marine japonais concepteurs du Kaiten, Hiroshi Kuroki et Sekio Nishina avaient été formés sur les sous-marins de poche Ko-hyoteki, mais les jugeaient trop lents et pas assez armés. Ils proposèrent d'en faire une arme suicide en remplaçant les torpilles par une charge explosive, impliquant que le sous-marin vienne très près de sa cible. Ils mourront tous les deux aux commandes de l'arme.
Leur projet fut élaboré autour de la torpille Type 93, très fiable et dotée d'une longue portée, permettant un développement rapide avec un projet lancé en février 1944, un prototype terminé le 25 juillet et une première commande de 100 exemplaires dans la foulée. L’inconvénient de partir d'une torpille était que le moteur dégageait des vapeurs toxiques, c'était sans importance pour la torpille mais cela posa des problèmes récurrents pour la convertir en sous-marin piloté (des maux de tête à la perte de conscience).
La base d'origine fut installée dans l'île d'Ōtsu, centre d'essai des torpilles, le 1er septembre 1944 et Hiroshi Kuroki fut tué lors d'un essai dès le 7 septembre à moins de 24 ans.

## Modèles
Seul le type 1 fut utilisé en opération, mais plusieurs autres firent l'objet de développements avancés.
Le type 3 et 6 furent des projets abandonnés.

### Type 1
Ce fut la seule version opérationnelle dont 45 exemplaires furent lancés contre des navires américains. Il en existait deux versions qui ne diffèrent que par des détails.

Schéma d'un type 1.

### Type 2
Le type 2 est une tentative infructueuse d'implanter un moteur au peroxyde d'hydrogène (comme dans les sous-marins allemand Walter). Une autre tentative sera faite avec le sous-marin de poche Maru-Se.
La coque est réutilisée pour le type 4 à propulsion classique.

Schéma d'un type 2.

### Types 4 et 5
Ce type devait remplacer le type 1 mais connut des problèmes de moteur qui entraînèrent son abandon.
Le type 5 est un projet d'un type 4 légèrement amélioré.

Schéma d'un type 4.

### Type 10
Le type 10 vise à utiliser les stocks de torpilles électriques type 92 pour en faire une arme tirée depuis la terre. Il s'agit pratiquement d'une torpille dans laquelle on insère le poste de pilotage ce qui rend sa production aussi simple que possible mais sa charge explosive, sa vitesse et sa portée sont nettement amoindries par rapport au type 1. Des problèmes de fuites ne sont pas surmontés avant la fin de la guerre.

Schéma d'un type 10.

## Pilotes
La marine sélectionna 1 426 hommes (dont 1 375 étaient formés à la fin de la guerre). 1 075 étaient des apprentis-pilotes de l'aéronavale du Yokaren (choix cohérent étant donné les nécessités de la conduite des Kaiten), 244 des officiers réservistes, 122 d'autres écoles et 10 sous-officiers. Ils avaient de 17 à 28 ans pour une moyenne d'âge à peine supérieure à 21 ans. Il y eut donc beaucoup plus de pilotes que de Kaiten disponibles.
Comme plus généralement les kamikazes, ce sont des jeunes qualifiés, normalement destinés à devenir des cadres du pays. Comme pour les autres kamikazes, ils étaient officiellement volontaires mais la pression sociale était énorme et les influençait fortement.

## Déploiement

### Bases
En plus de la base de l'île d'Ōtsu (Ōtsu-shima, Préfecture de Yamaguchi), trois autres furent créées pour les entrainements à Hikari, Hirao et Okami (seule à être située dans la Préfecture d'Ōita), toutes assez proches du grand port militaire de Kure.

### Navires
16 navires furent impliqués dans le programme à un moment ou à un autre :

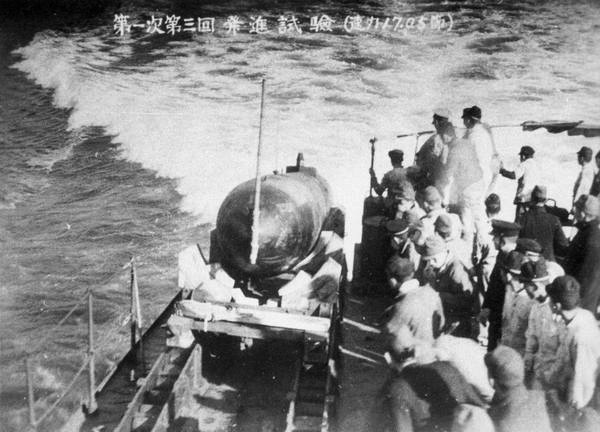
Mise à l'eau d'un Kaiten à partir du croiseur Kitakami lors d'un entrainement le 18 février 1945.

- Croiseur léger : Kitakami (Classe Kuma), profondément transformé pour sa nouvelle tâche.
- Destroyers Classe Minekaze (obsolète en 1941) : Shiokaze (4 Kaiten, transformation inachevée)[5], Namikaze (2 Kaiten)[6].
- Destroyer Classe Akizuki : Hanazuki.
- Destroyers Classe Matsu : Take (2 Kaiten)[7], Kiri, Sugi, Maki, Kashi, Kaya, Kaede.
- Destroyers Classe Tachibana : Tsuta, Hagi, Nire, Nashi, Shii.

Ils jouèrent un rôle important dans l'entrainement, les transports et certains furent transformés pour lancer des Kaiten mais aucun ne fut envoyé au combat. Le Kitakami fut endommagé le 24 juillet 1945 (32 tués) et le Nashi fut coulé le 28 juillet 1945 (17 tués) par des raids aériens.
Étant donné la campagne meurtrière des sous-marins américains, les détourner de leur tâche d'escorte et de lutte anti-sous-marine fut une erreur.
Leurs équipages mobilisent environ 3 500 hommes sans compter le personnel de soutien à terre.

### Sous-marins
26 sous-marins au moins furent impliqués à des titres divers dont 10 furent coulés. Ce furent les seuls lanceurs utilisés.

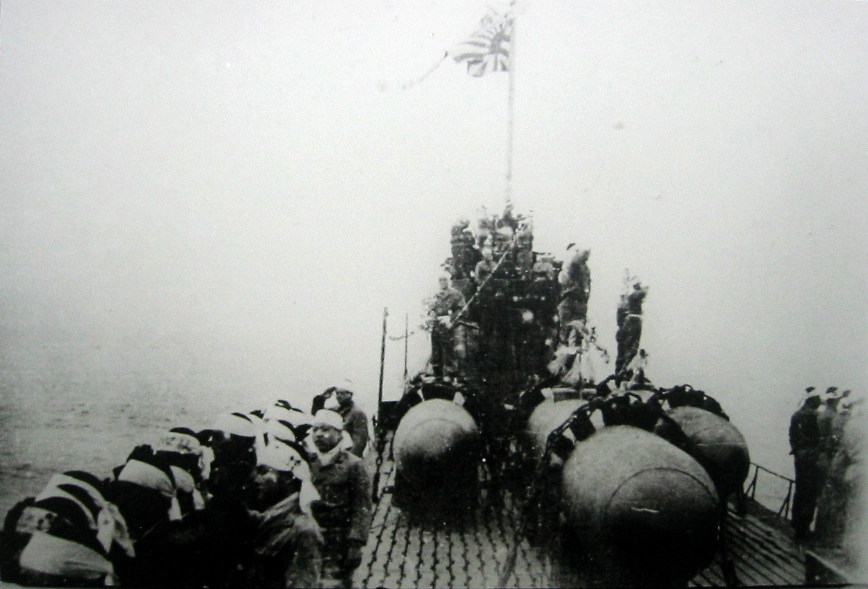
Avant un départ en mission.

L'accès aux Kaiten pouvaient généralement se faire depuis le sous-marin porteur mais ce n'était pas toujours le cas.
- Coule un navire au Kaiten
- Coule un navire à la torpille
- Endommagé avant mission
- Endommagé
- Coulé

| Nom   | Classe                  | Kikusui | Kongō | Chihaya | Shimbu (1) | Tatara | Tembu | Shimbu (2) | Todoroki | Tamon | Autre rôle                                                                     |
| ----- | ----------------------- | ------- | ----- | ------- | ---------- | ------ | ----- | ---------- | -------- | ----- | ------------------------------------------------------------------------------ |
| I-8   | Classe I-7 (Junsen III) |         |       |         |            |        |       |            |          |       | transformé pour 4 Kaiten mais jamais utilisé dans ce rôle                      |
| I-36  | Classe I-15 (B-1)       | 1+3/4   | 4+0/4 |         | 0+0/5      |        | 4+2/6 |            | 3+2/6    |       |                                                                                |
| I-37  | Classe I-15 (B-1)       | 0+0/4   |       |         |            |        |       |            |          |       |                                                                                |
| I-38  | Classe I-15 (B-1)       |         |       |         |            |        |       |            |          |       | coulé 13/11/1944 : reconnaissance dans les Carolines, 110 tués, non transformé |
| I-41  | Classe I-40 (B2)        |         |       |         |            |        |       |            |          |       | temporairement pour l'entraînement en octobre 1944, non transformé             |
| I-44  | Classe I-40 (B2)        |         |       | 0+0/4   |            | 0+0/4  |       |            |          |       |                                                                                |
| I-46  | Classe I-16 tardif (C2) |         |       |         |            |        |       |            |          |       | ? , non transformé                                                             |
| I-47  | Classe I-16 tardif (C2) | 4+0/4   | 4+0/4 |         |            | 0+0/6  | 4+2/6 |            |          | 0+0/6 |                                                                                |
| I-48  | Classe I-16 tardif (C2) |         | 0+0/4 |         |            |        |       |            |          |       |                                                                                |
| I-53  | Classe I-52 (C3)        |         | 3+1/4 |         |            | 0+0/4  |       |            |          | 4+1/5 |                                                                                |
| I-56  | Classe I-54 (B3)        |         | 0+0/4 |         |            | 0+0/6  |       |            |          |       |                                                                                |
| I-58  | Classe I-54 (B3)        |         | 4+0/4 |         | 0+0/4      | 0+0/6  |       |            |          | 5+1/6 |                                                                                |
| I-361 | Classe I-361 (D1)       |         |       |         |            |        |       |            | 0+0/5    |       |                                                                                |
| I-363 | Classe I-361 (D1)       |         |       |         |            |        |       |            | 0+0/5    | 0+0/5 |                                                                                |
| I-366 | Classe I-361 (D1)       |         |       |         |            |        |       | 0+0/5      |          | 3+2/5 |                                                                                |
| I-367 | Classe I-361 (D1)       |         |       |         |            |        |       | 2+3/5      |          | 0+0/5 |                                                                                |
| I-368 | Classe I-361 (D1)       |         |       | 0+0/5   |            |        |       |            |          |       |                                                                                |
| I-370 | Classe I-361 (D1)       |         |       | 0+0/5   |            |        |       |            |          |       |                                                                                |
| I-372 | Classe I-372            |         |       |         |            |        |       |            |          |       | 5 Kaiten, coulé le 28 juillet par raid aérien, 1 tué                           |
| I-155 | Classe Kaidai IIIa      |         |       |         |            |        |       |            |          |       | groupe anti-invasion du Japon, 2 Kaiten                                        |
| I-156 | Classe Kaidai IIIb      |         |       |         |            |        |       |            |          |       | groupe anti-invasion du Japon, 2 Kaiten                                        |
| I-157 | Classe Kaidai IIIb      |         |       |         |            |        |       |            |          |       | groupe anti-invasion du Japon, 2 Kaiten                                        |
| I-158 | Classe Kaidai IIIa      |         |       |         |            |        |       |            |          |       | groupe anti-invasion du Japon, 2 Kaiten                                        |
| I-159 | Classe Kaidai IIIb      |         |       |         |            |        |       |            |          |       | groupe anti-invasion du Japon, 2 Kaiten                                        |
| I-162 | Classe Kaidai IV        |         |       |         |            |        |       |            |          |       | groupe anti-invasion du Japon, 2 Kaiten                                        |
| I-165 | Classe Kaidai V         |         |       |         |            |        |       |            | 0+0/2    |       |                                                                                |

Leurs équipages mobilisent plus de 2 000 hommes sans compter le personnel de soutien à terre.

### Déploiement à Okinawa

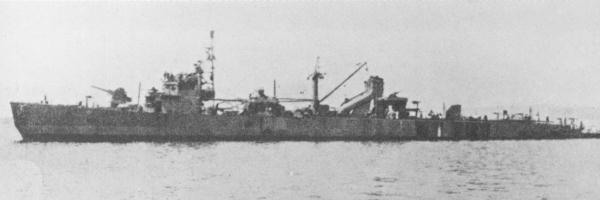
Le navire de débarquement no 4 comparable au no 18.

Un débarquement à Okinawa étant prévisible, le 16 mars 1945 le Navire de débarquement no 18 (Classe de navire de débarquement n° 1 (en)) embarque 8 Kaiten et les moyens de créer une base. Il est coulé le 18 mars par le sous-marin USS Springer (SS-414). Les 225 marins, 120 membres des équipes de soutien Kaiten et 7 pilotes sont tous morts dans le naufrage ou à Okinawa.

### Déploiement en prévision de l'invasion du Japon

En bleu, les bases de Kaiten.

Face à l'invasion prévisible du Japon, le plan de défense prévoyait des armes-suicide dont des Kaiten.
Dans ce cadre fut développé le Kaiten type 10, plus simple donc plus facile à produire en nombre et à mettre en œuvre, mais sa mise au point n'était pas achevée lors de la capitulation.
Outre les sous-marins encore disponibles, des Kaiten commencèrent à être déployés dans les zones de débarquement pour être lancés depuis la côte. 17 unités devaient être déployées avec 4 à 12 Kaiten (en plus de la 1re, celle d'Okinawa) mais seules 11 sont plus ou moins opérationnelles lors de la capitulation.

## Opérations

### Première

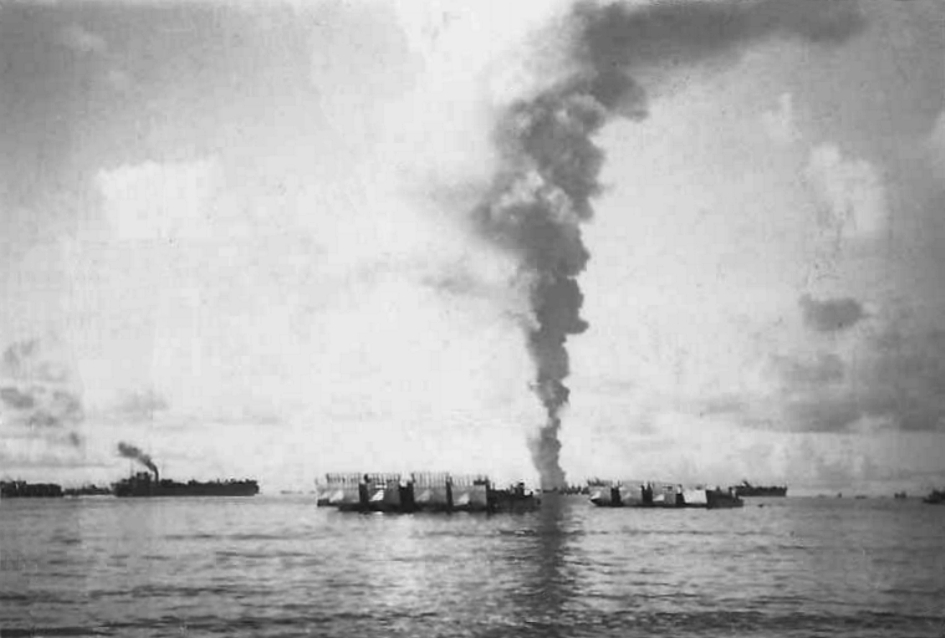
L' brûle au milieu des autres navires.

Le groupe Kikusui (菊水队) composé des sous-marins I-36, I-37 et I-47 avec chacun 4 Kaiten part le 8 novembre 1944 de la base des Kaiten d'Ōtsu-shima à destination d'Ulithi (îles Carolines) où sont mouillés de nombreux navires américains.
Le I-37 est repéré le 19 novembre à proximité de sa cible avant d'avoir pu lancer ses Kaiten et est coulé avec ses 117 hommes et les 4 pilotes de Kaiten par les destroyers d'escorte USS Conklin et USS McCoy Reynolds avec des Hedgehog et des grenades.
Les I-36 et I-47 lancent leur attaque le 20 novembre. Le I-36 ne peut lancer qu'un Kaiten par suite de problèmes mais l'un des cinq lancés coule le pétrolier auxiliaire USS Mississinewa tuant 63 des 299 membres d'équipage (aucun des 5 pilotes de Kaiten ne survivra). Il semble que cette destruction ait été obtenue par Sekio Nishina, l'un des concepteurs de l'arme qui emmenait avec lui les cendres de l'autre créateur, Hiroshi Kuroki, tué lors des premiers essais. Les sous-marins sont de retour à Kure le 30 novembre.
Le 2 décembre 1944 les Japonais concluent que la mission a coulé 3 porte-avions et 2 cuirassés. Cette surestimation a notamment été entraînée par les multiples fortes explosions du Mississinewa qui était plein lors de l'attaque. Elle incite à développer le programme.

### Deuxième
Le groupe Kongō (金刚队) composé des I-36, I-47, I-48, I-53, I-56 et I-58, chacun avec 4 Kaiten, doivent mener une attaque simultanée de mouillages variés le 12 janvier 1945.
Le I-56 part le 22 décembre pour Manus (îles de l'Amirauté). Du 10 au 14 janvier il est plusieurs fois repéré par des avions et ne peut s'approcher de sa cible. Sa mission est finalement annulée et il est de retour à Kure le 3 février.
Le I-47 part le 25 décembre pour Hollandia (Nouvelle-Guinée). Le 12 janvier il lance ses 4 Kaiten dont l'un frôle et endommage légèrement le petit Liberty ship SS Pontus H Ross puis explose plus loin et un autre explose sans causer de dommage. Retour à Kure le 1er février.
Le I-53 part le 27 décembre pour Kossol Roads (île de Babeldaob dans les Palaos). Le 12 janvier il lance 3 Kaiten dont l'un explose prématurément, les deux autres explosant après 20 minutes sans causer de dommage. Le 4e pilote a perdu conscience en raison de vapeurs de carburant. Retour à Kure le 26 janvier.
Le I-36 part le 30 décembre 1944 pour Ulithi. Le 12 janvier il lance ses 4 Kaiten dont l'un est détruit par l'une des quatre grenades d'un hydravion Martin PBM Mariner mais dont les autres coulent la péniche de débarquement d'infanterie USS LCI(L)-600 (3 morts) et endommagent le transport de munitions USS Mazama (AE-9) (1 tué et 7 gravement blessés). Le 21 janvier il est de retour à Kure.
Le I-58 part le 31 décembre pour Apra Harbor (Guam). Le 12 janvier il lance ses 4 Kaiten dont l'un explose prématurément, puis deux colonnes de fumée sont observées mais aucune cible n'est atteinte. Retour à Kure le 22 janvier.
Le I-48 part le 9 janvier pour Ulithi. Le 21 janvier il est repéré au large de Yap par le radar d'un Martin PBM Mariner qui l'endommage sérieusement avec 2 grenades et une torpille acoustique Mark 24 Fido, le forçant à abandonner sa mission. Un groupe de chasse se lance à sa recherche et le destroyer d'escorte USS Conklin (DE-439) le coule au Hedgehog le 23 janvier avec ses 122 hommes et les 4 pilotes de Kaiten.
Le rapport d'opération fait état de 16 navires coulés (4 navires pour 4 pilotes de Kaiten tués du I-36, 4 navires de transport pour 4 pilotes du I-47, 4 navires dont un croiseur et un pétrolier pour le I-48 perdu, 2 navires de transport pour 2 pilotes du I-53 et un porte-avion d'escorte et un grand pétrolier pour 4 pilotes du I-58). La différence avec la réalité (1 petit navire coulé et 2 endommagés) vient de l'habitude japonaise de surestimer les résultats, de l'impossibilité d'observer directement ceux-ci, de la possibilité de faire exploser manuellement le Kaiten (cible touchée ou suicide du pilote faute de cible ?) et de la difficulté d'interprétation des photos aériennes (mouvements incessants des navires).

### Troisième
Le groupe Chihaya (千早队) composé des I-44, I-368 et I-370, alors qu'ils sont à l'entrainement, est créé dans l'urgence pour contrer le débarquement d'Iwo Jima du 19 février 1945.
Le I-368 part dès le 20 février d'Hikari avec 5 Kaiten. Le 26 février il est repéré par le radar d'un Grumman TBM Avenger du porte-avions d'escorte USS Anzio (CVE-57) puis coulé (avec ses 85 membres d'équipage et les 5 pilotes) par deux d'entre eux avec deux torpilles acoustiques Mark 24 Fido.
Le I-370 part le 21 février d'Hikari avec 5 Kaiten. Le 26 février il est repéré par le radar du destroyer d'escorte USS Finnegan (DE-307) et attaqué au Hedgehog et coulé (avec ses 84 membres d'équipage et les 5 pilotes) avec des grenades alors qu'il s'apprête à attaquer des navires de transport qui quittent Iwo Jima à vide.
Le I-44 part le 22 février d'Ōtsu-shima avec 4 Kaiten. Il échoue à s'approcher de sa cible en raison d'une attaque de navires l'obligeant à rester submergé 47 heures, approchant les limites supportables de concentration de dioxyde de carbone, et d'une attaque d'Avenger. Il rentre sans dommages à Kure le 11 mars.
C'est la première opération où les Japonais réalisent leur échec : aucun Kaiten n'a pu être lancé et 2 sous-marins ne rentrent pas.

### Quatrième
Le groupe Shimbu (神武队) (1) formé du I-36 et I-58 est lui aussi envoyé à Iwo Jima début mars 1945.
Le I-36 part le 2 mars d'Hikari avec 5 Kaiten mais reçoit l'ordre de rentrer le 6 et arrive à Kure le 10.
Le I-58 part le 1er mars d'Hikari avec 4 Kaiten mais reçoit l'annulation le 7, la veille de l'attaque, puis doit soutenir l'opération kamikaze peu efficace TAN 2 (第二次丹作戰) contre Ulithi du 11 mars en tant que radiophare. Retour à Hikari le 16 mars.

### Cinquième
Le groupe Tatara (多々良队) composé des I-44, I-47, I-53, I-56 et I-58, tous armés de 6 Kaiten, est créé pour contrer le débarquement d'Okinawa du 26 mars 1945.
Le I-53 est endommagé le 30 mars par une mine magnétique américaine (Opération Famine) lors d'un test et ne peut participer à l'opération.
Le I-44 part le 4 avril d'Ōtsu-shima avec 4 Kaiten. Le 29 avril un sous-marin, probablement le I-44, est attaqué avec une grenade puis coulé par une torpille acoustique Mark 24 Fido larguée par un TBM Avenger du porte-avions d'escorte USS Tulagi (CVE-72). Quoi qu'il en soit le sous-marin avec ses 129 hommes et les 4 pilotes disparait courant avril.
Le I-47 part le 29 mars d'Hikari avec 6 Kaiten mais dès les 30 et 31 il est attaqué à plusieurs reprises par air et mer, le chasseur auxiliaire de sous-marin CHa-200 qui l'escortait est coulé (pertes inconnues parmi les 32 marins), et les dommages l'obligent à rentrer dès le 1er avril.
Le I-56 part le 31 mars d'Ōtsu-shima avec 6 Kaiten. Les 17 et 18 avril près d'Okinawa un sous-marin, probablement le I-56, est attaqué et coulé à la grenade par un groupe de chasse composé du porte-avions léger USS Bataan et de destroyers. Quoi qu'il en soit le sous-marin avec ses 122 hommes et les 6 pilotes disparait courant avril.
Le I-58 part le 1er avril d'Hikari. Il ne réussit pas à s'approcher de sa cible en raison de multiples alertes aériennes (et une maritime). Sa mission est finalement annulée et il arrive le 29 avril à Hikari.
C'est la pire mission. Les forces de débarquement s'avèrent trop bien défendues et les Japonais se retournent vers les voies de ravitaillement, ce qui revient à abandonner l'espoir de couler des porte-avions, l'objectif principal des opérations suicides.

### Sixième
Le groupe Tembu (天武队) composé des I-36 et I-47 avec chacun 6 Kaiten est constitué pour attaquer le ravitaillement entre Ulithi et Okinawa fin avril 1945.
Le I-36 part le 22 avril d'Hikari. Le 27 avril, il lance 4 Kaiten (les 2 autres sont défectueux) contre un convoi dont un est détruit à la grenade par le transport rapide (destroyer d'escorte converti) USS Ringness (APD-100). Il revendique avoir coulé 4 transports (pour 4 pilotes tués) alors qu'aucune cible n'est touchée. Retour à Hikari le 30 avril.
Le I-47 part le 22 avril d'Hirao. Le 1er mai, il tire 4 torpilles classiques contre un convoi et entend trois explosions. Le 2 mai, il lance 3 Kaiten sur un pétrolier et son escorte et entend également trois explosions. Le 7 mai, il lance 1 Kaiten (les 2 restants sont défectueux) contre un présumé croiseur et le revendique comme touché. Le 12 mai, il est de retour à Hikari (4 pilotes tués). En réalité il n'a touché aucun navire.

### Septième
Le groupe Shimbu (振武队) (2) composé du I-366 et du I-367, chacun avec 5 Kaiten, appareille en vue d'une mission au nord-ouest de Saipan en mai 1945.
Le I-366 est endommagé lors d'un entrainement par une mine magnétique américaine (opération Famine) le 6 mai, veille de son départ, et ne peut prendre part à la mission.
Le I-367 part le 5 mai d'Ōtsu-shima. Le 27 mai, il lance 2 Kaiten (les trois autres sont défectueux) contre un convoi, dont l'un est détruit au canon Bofors 40 mm par le remorqueur USS Sioux (ATF-75) et tandis que l'autre ne cause aucun dommage. Le sous-marin revendique à tort avoir coulé 2 navires marchands et rentre à Kure le 5 juin (2 pilotes tués).

### Huitième
Le groupe Todoroki (轰队) composé du I-36, I-165, I-361 et I-363 part attaquer diverses voies de ravitaillement vers Okinawa en juin 1945.
Le I-36 part le 4 juin d'Ōtsu-shima avec 6 Kaiten vers l'est de Guam. Le 22 juin il tente de lancer 2 Kaiten contre un navire isolé mais ils ne fonctionnent pas ; il lance alors 4 torpilles conventionnelles qui explosent prématurément mais endommagent légèrement la péniche de débarquement de réparation (Landing Craft Repair) USS Endymion (ARL-9). Le 28 juin il attaque le cargo Antares (AKS-3) lui aussi isolé avec 1 Kaiten qui est détruit au canon de trois pouces (76,2 mm). Le I-36 lance 2 autres Kaiten en plongée contre le destroyer USS Sproston (DD-577) venu à la rescousse qui en détruit un et échappe à l'autre. D'autres destroyers se joignent à l'attaque mais malgré des dommages le sous-marin est de retour à Hikari le 9 juillet (3 pilotes tués).
Le I-165 part le 15 juin d'Hiraki avec 2 Kaiten pour l'est de Saipan. Probablement endommagé le 23 juin, il est coulé le 27 juin avec 106 hommes et 2 pilotes par un Lockheed PV-2 Harpoon avec trois grenades et une torpille acoustique Mark 24 Fido.

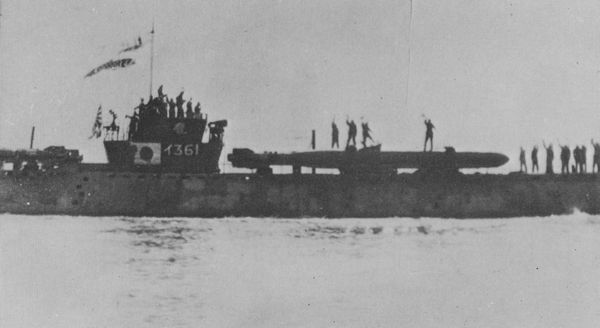
Le I-361 lors de son dernier départ.

Le I-361 part le 24 mai d'Hiraki avec 5 Kaiten pour le sud-est d'Okinawa. Il est repéré le 28 mai et pris en chasse par un groupe de chasse comportant le porte-avions d'escorte USS Anzio (CVE-57) et quatre destroyers. Un TBM-3E Avenger le coule le 31 mai, avec ses 81 hommes et 5 pilotes, avec des roquettes FFAR de 5 pouces (130 mm) et une torpille acoustique Mark 24 Fido.
Le I-363 part le 28 mai d'Hiraki avec 5 Kaiten pour patrouiller entre Okinawa et Ulithi. Le sous-marin, lent, échoue plusieurs fois à se mettre en position d'attaque ; le 15 juin il s'approche d'un convoi mais la mer est trop mauvaise pour lancer des Kaiten donc il envoie des torpilles conventionnelles, revendiquant à tort avoir coulé un navire marchand. Il est de retour le 28 juin.

### Neuvième
Le groupe Tamon (多闻队) composé des I-47, I-53, I-58, I-363, I-366 et I-367 est envoyé pour agir sur diverses voies de ravitaillement en juillet-aout 1945 et la mission est interrompue par la capitulation du Japon le 15 août.
Le I-53 part le 14 juillet avec 5 Kaiten pour au sud-est de Taiwan. Le 24 juillet il lance 1 Kaiten sur un convoi et le destroyer d'escorte USS Underhill coule avec 112 hommes sur 234 à la suite de l'explosion du Kaiten qui l'a éperonné. Le 30 juillet autre attaque contre un convoi avec 1 Kaiten, sans succès. Le 4 août le sous-marin lance 2 autres Kaiten (le dernier étant défectueux) contre le destroyer d'escorte USS Earl V. Johnson (DE-702) qui est endommagé par une explosion à proximité. Retour à Otsushima le 12 aout.
Le I-58 part le 18 juillet d'Hirao avec 6 Kaiten pour à l'est des Philippines. Le 28 juillet il attaque avec 2 Kaiten un cargo et un destroyer (Wild Hunter et USS Lowry (DD-770)) ; chaque navire américain coule un Kaiten, et l'équipage du sous-marin pense au contraire que les deux navires sont coulés. Le 29 juillet au soir faute de luminosité le I-58 ne peut utiliser ses Kaiten mais il coule avec des torpilles classiques le croiseur USS Indianapolis, premier navire de cette taille non doté de moyens de détection sous-marine non escorté ; l'équipage pense avoir coulé un cuirassé (879 tués dont plus de la moitié à la suite de dysfonctionnements dans l'organisation des secours). Le 9 août il attaque sans succès avec 2 Kaiten (les deux derniers étant défectueux) le groupe naval du porte-avions d'escorte USS Salamaua (CVE-96) en croyant avoir affaire à un convoi de transport. Le 12 août il attaque également sans succès deux navires avec 1 Kaiten remis en état. Retour à Hirao le 17 aout.
Le I-47 part le 19 juillet d'Hiraki avec 6 Kaiten pour à l'est d'Okinawa. Il est endommagé par le mauvais temps et rentre à Hikari le 13 août.
Le I-367 part le 19 juillet d'Ōtsu-shima avec 5 Kaiten pour au sud-est d'Okinawa. Retour à Kure le 16 août sans avoir trouvé de cible.
Le I-366 part le 1er août d'Hirao avec 5 Kaiten pour au sud-est d'Okinawa. Il lance 3 Kaiten (les deux autres sont défectueux) contre un convoi mais probablement à trop longue distance. Il revendique à tort trois transports coulés. Retour à Kure le 18 août.
Le I-363 part le 8 août d'Hiraki avec 5 Kaiten pour au nord des Palaos puis pour la mer du Japon à la suite de l'attaque soviétique en Mandchourie. Attaqué par un avion le 14 août (2 morts), il est de retour à Kure le 18 août.
Même en ne comptant pas l'Indianapolis torpillé de manière classique, ce fut la seule mission où les pertes américaines furent supérieures aux japonaises.

## Bilan
Si les Japonais pensent couler un navire par Kaiten lancé soit des dizaines de cibles touchées, la réalité est tout autre : quelques navires mineurs coulés ou endommagés (les sous-marins impliqués obtinrent plus de succès avec les torpilles classiques qu'avec les Kaiten...) pour 8 sous-marins perdus et un immense gâchis de ressources (sous-marins indisponibles et rendus plus vulnérables, travaux de transformation, entrainement).
Les causes de l'échec sont de deux ordres :
- Le principe même des sous-marins de poche de combat comporte de nombreux inconvénients qui les rendent moins efficaces que les torpilles. La nécessité d'un véhicule porteur mobilise de gros moyens plus utiles ailleurs, les sous-marins voient leur vulnérabilité augmentée (baisse de la manœuvrabilité, impossibilité de plonger profond). Le fait que le pilote ne puisse se diriger autrement que visuellement est également un gros inconvénient : périscope au sillage d'autant plus détectable que l'on est forcément de jour (en pratique à l'aube), nécessité de rester près de la surface et d'être ainsi vulnérable aux tirs de canons.
- La bataille de l'Atlantique étant gagnée, la marine américaine avait les moyens à la fois en quantité de navires (porte-avions d'escorte), matériels (avions équipés de radars, torpilles acoustiques), tactiques (groupes navals de chasse) et équipages expérimentés, face aux sous-marins japonais porteurs des Kaiten qui avaient un retard technologique (radars, schnorchel). Sur vingt-neuf missions (hors missions avortées), huit sous-marins ont été coulés et quatre endommagés.

Pertes américaines :
Le bilan des 45 Kaiten lancés est de 179 morts, 3 petits navires coulés (USS Mississinewa (AO-59), USS LCI(L)-600 et USS Underhill (DE-682)) et 2 endommagés (USS Mazama (AE-9)) et USS Earl V. Johnson (DE-702)), plus quelques dommages mineurs.
Pertes japonaises :
Plus de 1 500 participants au programme furent tués :
- Pilotes de Kaiten : 106 (15 à l'entrainement[41], 2 par raid aérien[42], 42 coulés avec les sous-marins et navires, 45 en opérations, 2 suicides lors de la capitulation[43]).
- Équipages de sous-marins : 959 (coulés : I-37 : 117, I-38 : 110, I-44 : 129, I-48 : 122, I-56 : 122, I-165 : 106, I-361 : 81, I-368 : 85, I-370 : 84, I-372 : 1, endommagé : I-363 : 2).
- Équipages de navires de surface : plus de 274 (Navire de débarquement no 18 : 225, Kitakami : 32 tués, Nashi : 17, CHa-200 : ? (32 au maximum)).
- Personnels de soutien : 156 (base d'Okinawa : 120, autres : 36).

10 sous-marins, 1 destroyer, 1 navire de débarquement, 1 chasseur auxiliaire de sous-marin furent coulés. 1 croiseur léger et 6 fois des sous-marins furent endommagés.

## Après-guerre
Divers monuments commémoratifs ont été érigés au Japon.
En 1955, Shūe Matsubayashi tourne le film L'Homme-torpille (人間魚雷回天, Ningen gyōrai kaiten) sur le sujet.

### Documentaires télévisés
- Milieu du 17e épisode : Les armes secrètes de la seconde guerre mondiale, de la 2e saison de la série : Les ailes de la guerre (en), 2008 sur Planète+.